# Hermann Kaufmann

Hermann Kaufmann (* 11. Juni 1955 in Reuthe) ist ein österreichischer Architekt und emeritierter Universitätsprofessor.

## Werdegang
Hermann Kaufmann wurde in der Bregenzerwäldergemeinde Reuthe im österreichischen Bundesland Vorarlberg als Sohn einer Zimmermannsfamilie geboren. Zunächst absolvierte Kaufmann eine allgemeinbildende höhere Schule und maturierte in Bregenz. Anschließend daran studierte er von 1975 bis 1978 Architektur an der Technischen Hochschule Innsbruck und setzte dieses Studium von 1978 bis 1982 an der Technischen Universität Wien fort, wo er schließlich den Abschluss als Diplom-Ingenieur erwarb. Nachdem er zunächst zwei Jahre lang im Büro des Architekten Ernst Hiesmayr mitgearbeitet hatte, unterhält Hermann Kaufmann seit 1983 ein eigenes Architekturbüro in Schwarzach.
Im Wintersemester 1995/96 wurde Kaufmann erstmals in der Lehre tätig, als er zum Dozenten für Holzbau an der Liechtensteinischen Ingenieurschule, dem Vorläufer der heutigen Universität Liechtenstein, bestellt wurde. Im Sommersemester 1998 erhielt er eine Gastprofessur an der Technischen Universität Graz, im Sommersemester 2000 eine solche an der Universität Ljubljana. Von 2002 bis 2021 war Hermann Kaufmann ordentlicher Universitätsprofessor für Holzbau am Institut für Entwerfen und Holzbau der Technischen Universität München. Seit März 2021 ist er außer Dienst, aber weiterhin Geschäftsführer von HK Architekten.

## Bauwerke

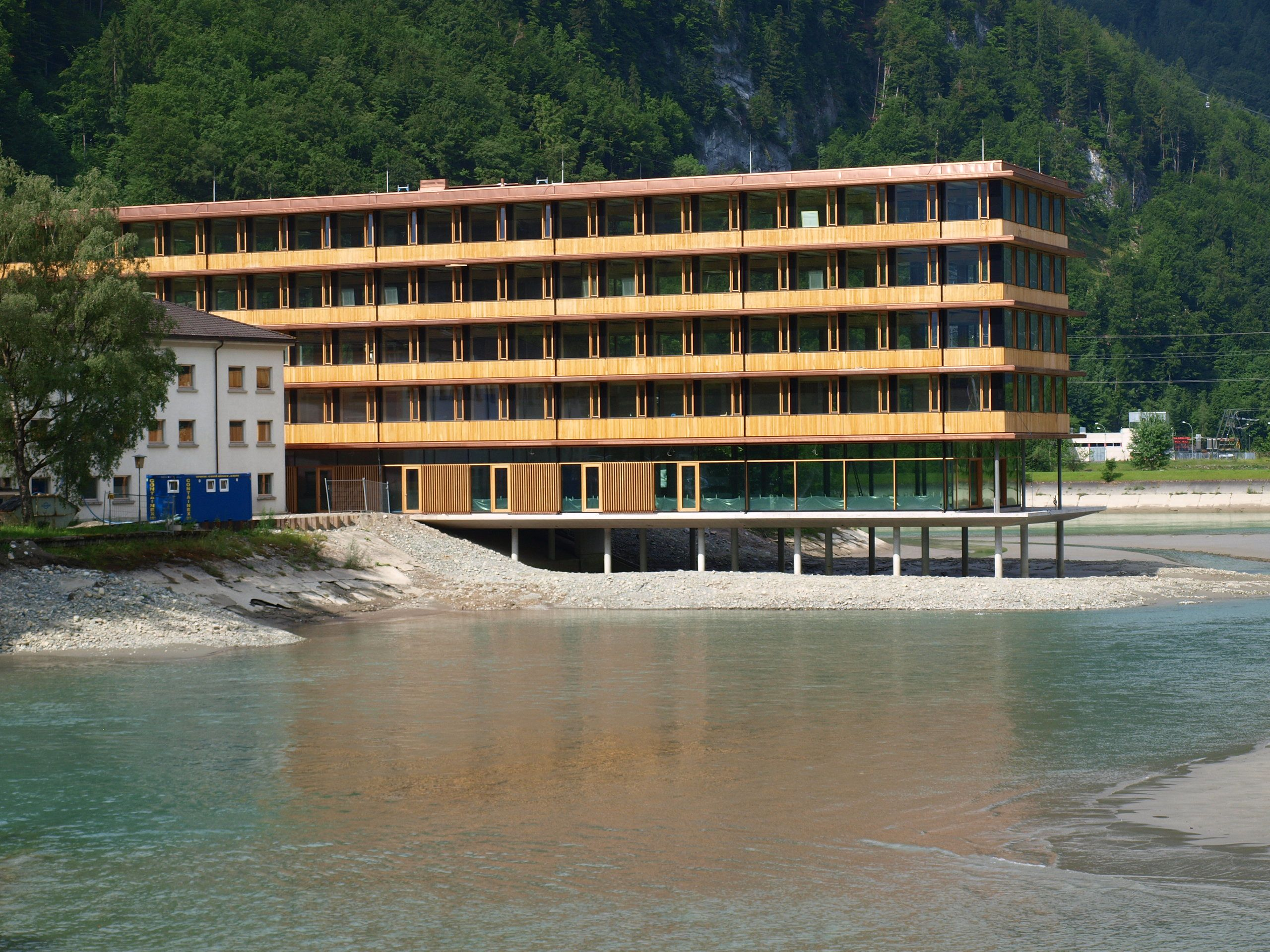
Illwerke-Zentrum Montafon in Vandans

- 1991–1993: Umbau des Hauptgebäudes vom Bildungshaus St. Arbogast, Götzis[2]
- 2006–2008: Olpererhütte, Zamser Grund
- 2012–2013 Illwerke-Zentrum-Montafon beim Rodundwerk, Vandans
- 2015: Schmuttertal-Gymnasium Diedorf mit Florian Nagler
- 2021: Pavillon 333, Kunstareal München mit Florian Nagler und TU München
- 2022: B&O Holzparkhaus, Bad Aibling

## Auszeichnungen und Preise
- 2003: Toni-Russ-Preis
- 2007: Global Award for Sustainable Architecture[3]
- 2010: Holzbaupreis Bayern für Kinderhaus, Garching
- 2010: Spirit of Nature Award
- 2013: Nominierung – Österreicher des Jahres
- 2017: Deutscher Architekturpreis und Deutscher Holzbaupreis für Schmuttertal-Gymnasium Diedorf
- 2021: Bayerischer Architekturpreis
- 2022: Sonderpreis – Holzbaupreis Bayern für B&O Holzparkhaus, Bad Aibling und Pavillon 333, Kunstareal München[4]

## Publikationen
- Bauen mit Holz. Wege in die Zukunft. Publikation zur Ausstellung im Architekturmuseum der Technischen Universität München in der Pinakothek der Moderne, 10. November 2011 bis 5. Februar 2012, Herausgegeben von Hermann Kaufmann und Winfried Nerdinger in Zusammenarbeit mit Martin Kühfuss, Mirjana Grdanjski, Prestel Verlag, München 2011, ISBN 978-3-7913-5180-3.
- mit Stefan Winter und Stefan Krötsch: Atlas mehrgeschossiger Holzbau. Detail, München 2017, ISBN 978-3-95553-353-3 (dritte Auflage 2022; englisch 2017 und 2022).